# 李汉俊
李漢俊（1892年4月6日—1927年12月17日），本名李書詩，又名李人杰，湖北潜江人，政治人物，馬克思主義者，中国共产党一大與會委員。

## 生平
1892年4月6日，李漢俊生於湖北潛江。父親李金山是秀才，在本地做塾師，二哥李書城也是秀才，在武昌經心書院讀書，與吳祿貞同學，後於1902年選派留學日本。1904年，因為二哥在武漢和日本的見識導致李漢俊沒有選擇科舉道路而是在吳祿貞的資助下到日本留學，和二哥同住，並進入私立曉星中學學習。1913年，考入名古屋第八高等學校，結識在一高就讀的宮崎寅藏的兒子宮崎龍介，還有朝鮮東學黨的李光洙等人。
1915年6月，考入東京帝國大學土工學院木工程學系，獲得清政府官費資助。在學時受到剛剛歸國的經濟學者河上肇的影響，開始了解馬克思主義，並結識了同輩的戴季陶、沈玄廬，也有前輩孫中山等人。1918年7月，畢業，歲末回國，在上海與同鄉詹大悲同住。1919年初，又結識董必武、張國恩兩位湖北同鄉，討論政治理論。五四運動後，董、張二人決定返回湖北辦報、辦學，李漢俊也積極支持，並翻譯、創作了一些馬克思主義文藝論還有德國的表現主義理論的文章。6月8日，戴、沈還有孫棣創辦《星期評論》雜誌，8月，李漢俊參加編務，宣傳馬克思主義。
1920年5月，與陳獨秀、李達等人組建上海共產主義小組。8月，與陳獨秀創辦《勞動界》週刊，為勞動階級發聲；同時介紹劉伯垂入黨，推動武漢小組的成立。22日，發起上海社會主義青年團。12月，陳獨秀去廣州赴任後，主管上海黨務，組織全國大會。後因與張國燾、陳獨秀的隔閡將黨務交由李達負責。
1921年4月25日，接受大阪每日新聞社的芥川龍之介採訪。6月24日，和李大釗、李達、邵力子、陳望道等人成立了新時代叢書社。7月20日，作為上海代表參加中共一大。後與施存統再度赴日。
1922年2月底，回到武漢在私立中華大學、武昌高等師範學校任教，並參與武漢正如火如荼展開的勞工運動，常去學校、工廠講演。6月，中共二大召開，不過李漢俊並沒有與會，他寫了一份意見書，遭到了蔡和森等與會委員的批判。10月，湖北省工團聯合會成立，李漢俊被選為教育主委。1923年1月30日，前往鄭州參加京漢鐵路總工會成立大會，工會受到吳佩孚施壓，決定罷工反抗，最後被鎮壓。二七慘案之後，李漢俊北上投奔在北京的二哥李書城，在北京政府教育部、農商部任職，脫離了黨組織。
1923年9月，返回武漢，接受張繼煦的聘請，任國立武昌高師教授，結識了耿丹。10月，因為校內一些學生、教師對耿丹的排擠牽扯到了李漢俊，他也提出辭職。
1925年1月，中共四大召開前，李漢俊被宣告開除出黨。五卅慘案後，6月2日，武漢學生遊行聲援，工人罷工。漢口六一一事件導致平民喪命，李漢俊參與漢案調查，積極與鄧漢祥還有英方交涉。12月，武昌師大又遇學潮，李漢俊領導學生抗爭。
1926年春，到上海大學社會系接替鄭超麟。北伐前夕，和董必武回到武漢國民黨支部工作。8月，南下湖南參加兩湖國民黨執行委員聯席會議，獲選政治經濟委員會與國民革命軍總司令部秘書。9月23日，成立湖北政務委員會，任教育科長。11月，籌備武昌中央軍校。12月，籌備合併成立武昌中山大學。
1927年，漢口一三事件又引起民眾對英租界不滿情緒持續升高，省政府回應民意，支持收回漢口英租界。2月20日，武昌中大開學，由李漢俊主持校務。3月7日，在李漢俊的幫助下武昌農民運動講習所開課。4月10日，湖北省政府成立，他擔任教育廳長。5月17日，夏斗寅倒向蔣介石，李漢俊主張討伐。
寧漢合流後，李漢俊和鄧演達、施存統、許德珩都支持走中間路線，出現第三黨來繼續國民革命。7月20日，董必武、惲代英等共產黨人被免去了湖北省政府內的職務，李漢俊、鄧初民等人還繼續留在省政府任職。31日，國民黨湖北黨部改組，李漢俊任宣傳部長。9月15日，新桂系組織了南京特委會準備西征武漢，李漢俊與李書城釋放被抓捕的共黨嫌疑分子，幫助他們避難。11月14日，西征軍抵達武漢，胡宗鐸和陶鈞把持省務，開始整肅共產黨和左派。11月29日，爆發武漢震寰紗廠事件，李漢俊、詹大悲到場聲援國立武昌中山大學的學生。胡宗鐸因此下令通緝李漢俊、詹大悲等人。12月16日，與詹大悲一同被捕，隔天被殺。

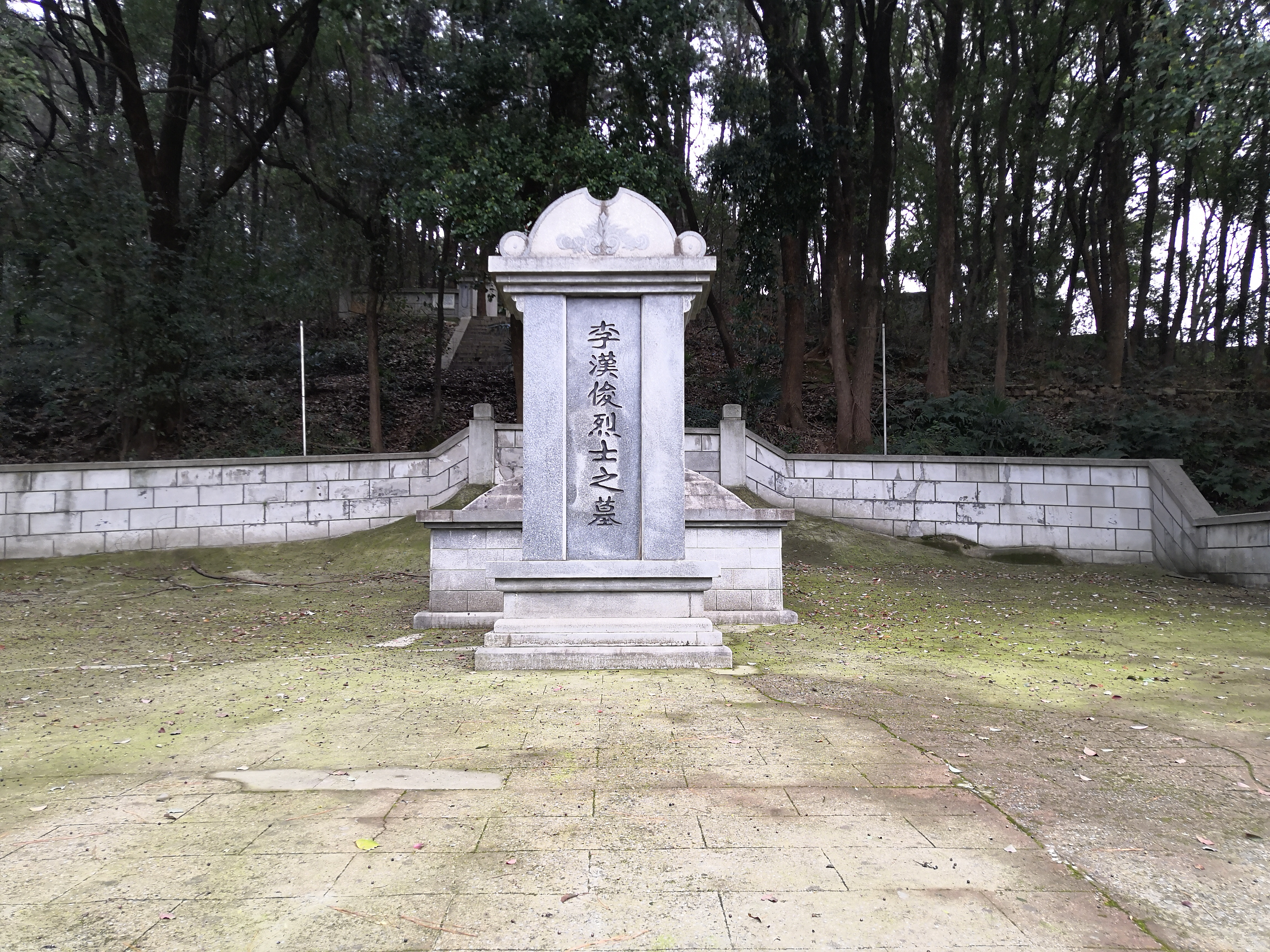
李汉俊墓

1933年，李書城擔任湖北省民政廳長時，將李漢俊的遺體移葬到伏虎山。

## 腳註
1. ↑  田子渝（1997年），第1-7页
2. ↑  李丹阳. . 嘉兴学院学报. 2019, (2).
3. ↑  李丹阳. . 中共创建史研究. 2018, 0.
4. ↑  工藤 貴正. . 愛知縣立大研究紀要. 2014, 46: 327–349.
5. ↑  田子渝（1997年），第62-67页
6. ↑  単援朝. . 筑波大学博士学位論文. 2007: 149–153.
7. ↑  石川禎浩. . 岩波書店. 2001. ISBN 9784000238052.
8. ↑  田子渝（1997年），第119-128页
9. ↑  李伯剛. . 黨史研究資料. 1982, (7).
10. ↑  田子渝（1997年），第147-150页
11. ↑  田子渝. . 黨史研究與教學. 2007, (5).
12. ↑  田子渝（1997年），第162-169页
13. ↑  田子渝（1997年），第178-180页
14. ↑  田子渝（1997年），第181-187页
15. ↑  田子渝（1997年），第196-202页
16. ↑  田子渝（1997年），第210页